# Lelantos (Band)
Lelantos ist eine 2016 gegründete Funeral-Doom- und Gothic-Metal-Band.

## Geschichte
Der im brasilianischen Pelotas lebende Bruno Braga gründete Lelantos 2016 als Soloprojekt. Mit dem Bandnamen verweist Braga auf den gleichnamigen Lufttitan der griechischen Mythologie. Inhaltlich befasst er sich mit Lelantos mit Erkenntnistheorie und Philosophie. Noch im Gründungsjahr erschien das Debüt Akrasia über ein Konglomerat unterschiedlicher internationaler Label veröffentlicht, darunter The Metalvox Record & Distro, Nuktemeron Productions, Eclipsys Lunarys Productions und Loneravn Records. Der Begriff Akrasia ist ebenfalls der Philosophie entlehnt.
Das Album erfuhr wechselhafte Kritik. Für Doom-Metal.com wurde Akrasia von Chris Hawkins als ambitioniert, jedoch hinter seinen Möglichkeiten, und im Ergebnis als mittelmäßig bewertet. In Rezensionen südamerikanischer Webzines wurde das Album hingegen einheitlich gelobt. In einer für Funeral Wedding verfassten Besprechung wurde das Album für seinen atmosphärisch melancholischen Klang gelobt. Für Roadie Crew wurde Akrasia gar eine majestätische Atmosphäre attestiert, eine Beschreibung auf die auch in einer Besprechung für Lucifer Rising zurückgegriffen wurde. In der Rezension für Attitide23 beschrieb Franci die Musik als „hervorragenden Doom voller Atmosphäre, mit Texten die Philosophie, Existenzialismus und eine gigantische Depression“ transportieren. „Ein Kunstwerk für die Trostlosen“ pries Fábio José Akrasia für Chama do Metal.

## Stil
Laut Doom-Metal.com ist Lelantos dem „sanfteren und atmosphärischeren Ende von Funeral Doom“ zuzuordnen. Zum einordnenden Vergleich weist das Webzine auf Sadael hin. Chris Hawkins verweist hinzukommend auf The Gathering, Anathema und Paradise Lost, und stellt somit einen Bezug zum Gothic Metal her.
Die Musik nutzt einen dauerhaften Einsatz des Keyboards der der Musik als Basis dient. Die Keyboard-Arrangements werden mit Adjektiven von „zart“ über „schön“ bis „kalt“ beschrieben. Dem Rifflastigen Gitarrespiel wird ein „schweres“ und „abgründiges“ Gewicht attestiert. Ergänzt wird die Musik durch die The-Beauty-and-the-Beast-Kombination von gutturalem Growling und ätherischem Frauengesang.

## Diskografie
- 2016: Akrasia (Album; The MetalVox, Eclipsys Lunarys Productions, Loneravn Records, Nuktemeron Productions)